# ACC0
ACC0, a volte chiamata ACC, è una classe di modelli e problemi computazionali definiti nella complessità dei circuiti, un campo dell'informatica teorica. La classe è definita accrescendo la classe AC0 di "circuiti alternanti" a profondità costante con la capacità di contare; l'acronimo ACC sta per "AC con contatori". Specificamente, un problema appartiene ad ACC0 se può essere risolto da circuiti in tempo polinomiale e a profondità costante con porte aventi il numero massimo di linee d'ingresso (fan-in) limitato, incluse porte che contano modulo un intero fisso. ACC0 corrisponde alla computazione in qualsiasi monoide risolvibile. La classe è molto ben studiata in informatica teorica a causa delle connessioni algebriche e perché è uno dei più grandi modelli computazionali concreti per i quali possono essere provati i risultati di impossibilità computazionali, i cosiddetti limiti inferiori dei circuiti.

## Definizioni
Informalmente, ACC0 modella la classe di computazioni realizzate da circuiti booleani di profondità costante e dimensione polinomiale, dove le porte dei circuiti comprendono "porte contatrici modulari" che computano il numero di vere entrate modulo qualche costante fissa.
Più formalmente, un linguaggio appartiene ad AC0[m] se può essere computato da una famiglia di circuiti C1, C2, ..., dove Cn richiede n entrate, la profondità di ogni circuito è costante, la dimensione di Cn è una funzione polinomiale di n, e il  circuito usa le porte seguenti: porte AND e porte OR con numero massimo di linee d'ingresso limitato, che computano la congiunzione e la disgiunzione delle entrate; porte NOT che computano la negazione della loro unica entrata; e porte MOD-m con numero massimo di linee d'ingresso illimitato, che computano 1 se il numero di entrata 1s è un multiplo di m. Un linguaggio appartiene ad ACC0 se appartiene ad AC0[m] per un qualche m.
In alcuni testi, ACCi si riferisce a una gerarchia di classi di circuiti con ACC0 al suo livello più basso, dove i circuiti in ACCi hanno profondità O(login) e dimensione polinomiale.
La classe ACC0 può essere definita anche in termini di computazioni di automi finiti deterministici non uniformi (nonuniform deterministic finite automata, NUDFA) sui monoidi. In questa cornice, l'entrata è interpretata come elementi da un monoide fisso, e l'entrata è accettata se il prodotto degli elementi dell'entrata appartiene a una data lista di elementi del monoide. La classe ACC0 è la famiglia di linguaggi accettati da un NUDFA su qualche monoide che non contiene un gruppo irrisolvibile come sottosemigruppo.

## Potenza computazionale
La classe ACC0 include AC0. Questa inclusione è rigida, perché un'unica porta MOD-2 computa la funzione di parità, che si sa essere impossibile da computare in AC0. Più in generale, la funzione MODm non può essere computata in AC0[p] per un numero primo p a meno che m non sia una potenza di p.
Ogni problema in ACC0 può essere risolta da circuiti di profondità 2, con porte AND con numero massimo di linee d'ingresso polilogaritmico alle entrate, connesse a una porta singola che computa una funzione simmetrica. Questi circuiti sono chiamati circuiti SYM+.
La classe ACC0 è inclusa in TC0.
Ryan Williams annunciò nel 2010 e pubblicò nel 2011 una dimostrazione che ACC0 non contiene NEXPTIME. La dimostrazione usa molti risultati nella teoria della complessità, compresi la teoria della gerarchia temporale, IP = PSPACE, la derandomizzazione e le idee nella dimostrazione del teorema di Toda.
Si sa che computare il permanente è impossibile per i circuiti ACC0 uniformi in tempo logaritmico, il che implica che la classe di complessità PP non è contenuta in ACC0 uniforme in tempo logaritmico.
Si congettura che ACC0 sia incapace di computare la funzione di maggioranza delle sue entrate, ma questo quesito era irrisolto al luglio 2012.